# Monomorium orangiae
Monomorium orangiae är en myrart som beskrevs av Arnold 1956. Monomorium orangiae ingår i släktet Monomorium och familjen myror. Inga underarter finns listade i Catalogue of Life.